# Czarne stokrotki
Czarne stokrotki – polski serial kryminalny z wątkami science-fiction w reżyserii Mariusza Paleja udostępniany na platformie VOD Canal+ online oraz emitowany na antenie kanału telewizyjnego Canal+ Premium od 3 stycznia do 25 lutego 2025 roku.

## Fabuła
Pięcioro dzieci z przedszkola zostaje uprowadzonych przez 16-letnią Adę Opalińską (Alicja Wieniawa-Narkiewicz), w związku z czym jej matka, geolożka Lena (Karolina Kominek) odwołuje podróż naukową na Antarktydę i powraca do rodzinnego Wałbrzycha, próbując rozwikłać zagadkę zaginięcia córki wraz z porwanymi przez nią dziećmi. Wszystkie tropy kierują do historii związanej głęboko z II wojną światową.

## Plenery
Broumov, Gdynia, Książ, Nowa Ruda, Mauzoleum w Wałbrzychu, Warszawa, Żyrardów.

## Obsada
Główna
- Karolina Kominek – Lena Opalińska
- Dawid Ogrodnik – aspirant Rafał Nieć
- Edyta Olszówka – Marta Czarnecka
- Alicja Wieniawa-Narkiewicz – Ada Opalińska, córka Leny
- Piotr Żurawski – Luka Kaliski
- Dobromir Dymecki – Marek, ojciec Ady
- Tomasz Schuchardt – policjant Majcher
- Olaf Lubaszenko – Konstanty Lubiński
- Robert Gonera – Smolarz
- Gracjan Kosyl – Filip Kordecki
- Teodor Koziar – Tymek Szolc
- Philip Lenkowsky – Sznirel
- Sonia Roszczuk – Ilse Grünn

Drugoplanowa i epizodyczna
- Maciej Słota – profesor Kocan
- Antoni Rychłowski – Kacper
- Ida Kalinowska – Ada Opalińska w dzieciństwie
- Pola Błasik – techniczka policyjna Paula
- Jacek Beler – policjant Błażej
- Piotr Trojan – policjant „Młody”
- Aleksandar Milićević – policjant Zbyszek
- Paulina Gałązka – Maja, partnerka Marka
- Klementyna Umer – Alina
- Małgorzata Szczerbowska – Maria Żabińska, matka Karoliny
- Wioletta Kopańska – policjantka
- Lesław Żurek – weterynarz
- Agnieszka Przepiórska – Elżbieta Szolc, matka Tymka
- Tomasz Sobczak – Szolc, ojciec Tymka
- Joanna Osyda – matka Wicia
- Mirosław Zbrojewicz – ojciec Luki
- Iwo Rajski – Wiciu
- Filip Kempiński – Adrian Kordecki, brat Filipa
- Andrzej Kłak – policjant „Tyczka”
- Lena Hamouda – Donka
- Justyna Zielska – Natalia
- Irena Melcer – lekarka na izbie przyjęć
- Sebastian Cybulski – ojciec Lusi
- Dominika Biernat – matka Lusi
- Maria Kuśmierska – „Ruda”

## Spis serii
| Seria | Seria | Odcinki | Pierwsza emisja telewizyjna (Canal+ Premium) | Pierwsza emisja telewizyjna (Canal+ Premium) | Pierwsza emisja telewizyjna (Canal+ Premium) | Pierwsza emisja telewizyjna (Canal+ Premium) |
| Seria | Seria | Odcinki | Sezon                                        | Początek emisji                              | Koniec emisji                                | Pora emisji                                  |
| ----- | ----- | ------- | -------------------------------------------- | -------------------------------------------- | -------------------------------------------- | -------------------------------------------- |
|       | 1.    | 1–8 (8) | zima 2025                                    | 3 stycznia 2025                              | 21 lutego 2025                               | piątek 21.00                                 |

## Produkcja
W lipcu 2022 roku poinformowano o rozpoczęciu zdjęć do polskiego serialu sci-fi Canal+ Original pt. Strange Angels, a jego premiera została pierwotnie zapowiedziana na 2023 rok. Zdjęcia kręcono w Wałbrzychu, Gdyni, Nowej Rudej oraz Warszawie.
W październiku 2023 roku serial przedpremierowo zaprezentowano na festiwalu MIPCOM w Cannes, po czym trafił na listę najlepszych seriali według magazynu Variety. Ponadto tytuł serialu zmieniono na Czarne stokrotki, a także podano, że jego oficjalną premierę w Canal+ przesunięto na 2024 rok. Ostatecznie premiera serialu odbyła się 3 stycznia 2025 roku na platformie VOD Canal+ online oraz na antenie kanału telewizyjnego Canal+ Premium, a kolejne odcinki prezentowano co piątek.